# Flavocrambus aridellus
Flavocrambus aridellus là một loài bướm đêm trong họ Crambidae.